# 新北市立樟樹國際實創高級中等學校
25°03′57.4″N 121°38′23.6″E / 25.065944°N 121.639889°E
新北市立樟樹國際實創高級中等學校（簡稱樟中），1998年8月正式成立，位於新北市汐止區基隆河畔。以紅、橙、綠三色為主軸，建立完善的學校視覺識別系統，校內建築、制服等各項證件旗幟皆以此三色構成。為落實在地技職教育及加強產學合作，於2017年8月改制為實驗性技術型高級中等學校暨完全中學，成為因應中華民國十二年國教實施後，第一所以技術型高中命名的學校，也是汐止區第二所市立高級中學。

## 歷任校長
| 任別 | 就職時間 | 姓名   |
| ---- | -------- | ------ |
| 一   | 1998     | 李榮東 |
| 二   | 2001     | 呂永財 |
| 三   | 2005     | 劉台光 |
| 四   | 2009     | 鄒慶德 |
| 五   | 2014     | 郭雅美 |
| 六   | 2017     | 陳浩然 |
| 七   | 2025     | 林浩吉 |

## 歷史沿革

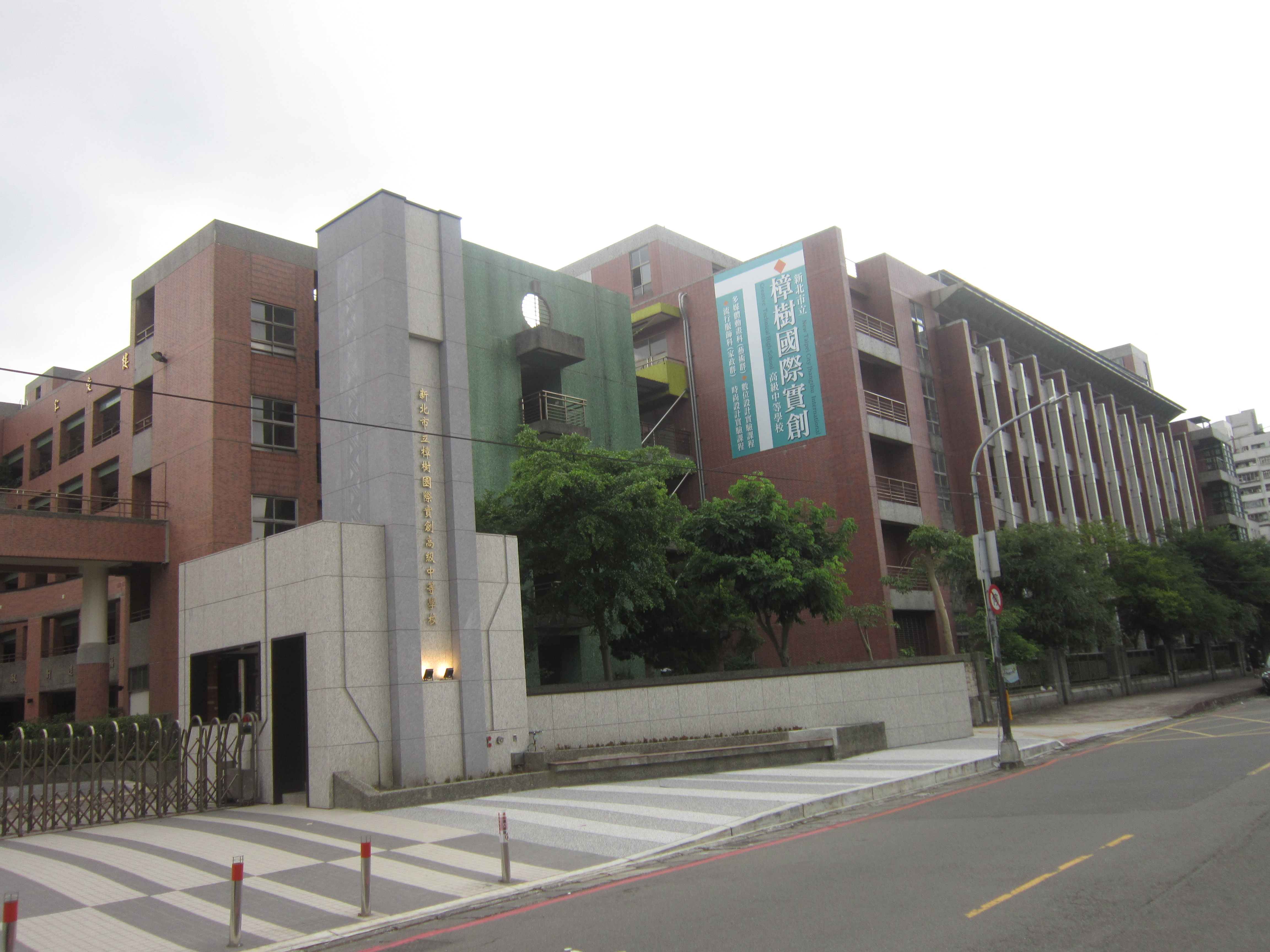
樟樹中學教學大樓一景

- 1989年起，台北縣政府於此辦理學校用地徵收，現址預計作為汐止國中遷校預留用地，並暫由汐止國中代為管理。
- 1994年—由於人口成長，台北縣政府取消汐止國中遷校計畫，並成立籌備處籌備汐止鎮第三所國民中學[3]，並定名為「台北縣立樟樹國民中學」。
- 1996年—台北縣立樟樹國民中學第一期校舍完成。
- 1998年—台北縣立樟樹國民中學正式成立，由籌備處主任李榮東接任首任校長。
- 2010年12月25日—臺北縣改制為新北市，台北縣立樟樹國民中學改為新北市立樟樹國民中學。
- 2014年8月郭校長雅美接任續事，積極推動深耕閱讀、品格教育、國際教育、創客教育及藝文教育。在104學年度申請外籍教師實施雙語教學，並建置英語情境教室和新圖書館。學校原住民森巴鼓隊參加104年全國夢想盃森巴鼓比賽榮獲冠軍。
- 2016年2月3日朱立倫市長宣布樟樹國中改制籌設本市首座實驗性技術型高中，於106學年度高職部開始招生。
- 2017年8月—新北市立樟樹國民中學改制為新北市立樟樹國際實創高級中等學校[4]。

## 教學單位

### 高中部
- 多媒體動畫科
- 流行服飾科
- 資訊科

### 國中部
普通班

## 制服
樟樹國中部制服(女)為紅色的蘇格蘭裙搭上淡米色的襯衫，標準的裙子應該要穿到膝蓋以下，國中部男生的夏季制服則是藍色短褲加上同色的襯衫。
樟樹高中部制服(女)為深灰配紅條紋裙加上白色襯衫，標準的裙子應該要穿到膝蓋以下，高中部男生的夏季制服則是灰色長褲加上同色襯衫。
而冬天國中部制服(女)則是同色長袖襯衫加上紅色蘇格蘭長褲，男生則是同色系襯衫加上深藍色長褲。
高中部制服則不分男女，皆以同色長袖襯衫加上灰色長褲。

## 運動服
國中部:夏季運動服不分男女皆為綠色加白色運動上衣加上綠色短褲，冬季運動服則是綠色加白色長袖運動服加上綠色長褲，鞋子和襪子已無規定。
高中部:夏季運動服不分男女皆為白色運動上衣加上綠色短褲，冬季運動服則是白色長袖運動服加上綠色長褲，鞋子和襪子已無規定。

## 建築風格
樟樹的建築風格特殊。校園即位於基隆河岸。從校門口開始，是為一類似古羅馬競技場的圓形廣場。正前方為行政大樓－勤學樓，勤學樓的下面一點點即為校訓－勤、樸、善、真。校門口右轉即為專科大樓－信義樓，這棟大樓大部分為實驗室、辦公室、家政教室等等。信義樓外面有個中庭花園，水池、天橋、綠樹、落花應有盡有。整個校園由紅色的磚瓦砌成，相當有活力。

## 外部連結
- 新北市立樟樹國際實創高級中等學校 （页面存档备份，存于）